# Liste der Naturdenkmäler im Bezirk Bregenz
Die Liste der Naturdenkmäler im Bezirk Bregenz listet die als Naturdenkmal ausgewiesenen Objekte im Bezirk Bregenz im Bundesland Vorarlberg auf.

## Naturdenkmäler
| Foto |                 | Name                                   | ID  | Standort                                                                 | Beschreibung | Fläche | Datum |
| ---- | --------------- | -------------------------------------- | --- | ------------------------------------------------------------------------ | --- | ------ | ----- |
| 1    | Datei hochladen | Dorf-Linde                             | 1   | Andelsbuch Standort                                                      | |        |       |
| 0 BW | Datei hochladen | Wildflyschaufschluss Mitteltobelbach   |     | Au KG: Au GrStNr: 5139 Standort                                          | Zusammentreffen verschiedenartiger Gesteine auf einer Länge von etwa 70 Meter (etwa 1096 m ü. A.), an denen übersichtlich die Grenzflächen zwischen großen unterschiedlichen geologischen Einheiten, die in Vorarlberg vorkommen, betrachtet werden können | 3,1 ha |       |
| 1    | Datei hochladen | Stieleiche                             | 2   | Bezau Standort                                                           | |        |       |
| 1    | Datei hochladen | Eibe am Vockenbühel                    | 94  | Bildstein Standort                                                       | |        |       |
| 1    | Datei hochladen | Molo                                   | 230 | Bregenz Standort                                                         | |        |       |
| 0 BW | Datei hochladen | Edelkastanie auf der Nesseldohle       | 75  | Bregenz Standort                                                         | |        |       |
| 0 BW | Datei hochladen | Eiche im Feldmoos                      | 76  | Bregenz Standort                                                         | |        |       |
| 0 BW | Datei hochladen | Schwarzpappel Schnabelburg             | 77  | Bregenz Standort                                                         | |        |       |
| 1    | Datei hochladen | Schwarzpappel Achsiedlungsstraße       | 78  | Bregenz Standort                                                         | |        |       |
| 1    | Datei hochladen | Blutbuche am Thalbach                  | 80  | Bregenz Standort                                                         | |        |       |
| 0 BW | Datei hochladen | Eibe auf der Fluh                      | 81  | Bregenz Standort                                                         | |        |       |
| 1    | Datei hochladen | Eibe beim Gallusstift                  | 82  | Bregenz Standort                                                         | |        |       |
| 1    | Datei hochladen | Japanischer Schnurbaum                 | 213 | Bregenz Standort                                                         | |        |       |
| 1    | Datei hochladen | Dorf-Linde                             | 91  | Egg Standort                                                             | |        |       |
| 1    | Datei hochladen | Weißtanne                              | 218 | Egg Standort                                                             | |        |       |
| 0 BW | Datei hochladen | Birke auf Kopfweide                    | 193 | Fußach Standort                                                          | |        |       |
| 0 BW | Datei hochladen | Kopfweide Eselsschwanz                 | 87  | Gaißau Standort                                                          | |        |       |
| 0 BW | Datei hochladen | Drei Kopfweiden an der Ofenstraße      | 90  | Gaißau Standort                                                          | |        |       |
| 1    | Datei hochladen | Berg-Ulme auf dem Kirchplatz           | 79  | Hohenweiler Standort                                                     | |        |       |
| 0 BW | Datei hochladen | Stiel-Eiche in Lerschen                | 86  | Hohenweiler Standort                                                     | |        |       |
| 1    | Datei hochladen | Eiche in Salgenreuthe                  | 141 | Krumbach Standort                                                        | |        |       |
| 1    | Datei hochladen | Föhre im Ried                          | 128 | Lauterach Standort                                                       | |        |       |
| 0 BW | Datei hochladen | Sommerlinde                            | 238 | Lauterach KG: Lauterach GrStNr: .160 Standort                            | Sommerlinde neben der Pfarrkirche St. Georg an der Bundesstraße. |        |       |
| 0 BW | Datei hochladen | Eibe                                   | 239 | Lauterach, Pariserstraße 6 KG: Lauterach GrStNr: 161 Standort            | |        |       |
| 0 BW | Datei hochladen | Schwarzpappelhybrid                    | 240 | Lauterach KG: Lauterach GrStNr: 3396/3 Standort                          | |        |       |
| 1    | Datei hochladen | Dorf-Linde                             | 66  | Lingenau Standort                                                        | |        |       |
| 1    | Datei hochladen | Rotbuche Rhombergstein                 | 83  | Lochau Standort                                                          | |        |       |
| 0 BW | Datei hochladen | Rotbuche-Linde (Rotbuche)              | 84  | Lochau Standort                                                          | |        |       |
| 0 BW | Datei hochladen | Rotbuche-Linde (Linde)                 | 220 | Lochau Standort                                                          | |        |       |
| 1    | Datei hochladen | Wellensteinhöhle                       |     | Lochau Standort                                                          | → Hauptartikel : Wellensteinhöhle f1 |        |       |
| 0 BW | Datei hochladen | 7 Bergahorne                           | 68  | Mellau Standort                                                          | |        |       |
| 0 BW | Datei hochladen | 7 Bergahorne                           | 69  | Mellau Standort                                                          | |        |       |
| 0 BW | Datei hochladen | 7 Bergahorne                           | 70  | Mellau Standort                                                          | |        |       |
| 0 BW | Datei hochladen | 7 Bergahorne                           | 71  | Mellau Standort                                                          | |        |       |
| 0 BW | Datei hochladen | 7 Bergahorne                           | 72  | Mellau Standort                                                          | |        |       |
| 0 BW | Datei hochladen | 7 Bergahorne                           | 73  | Mellau Standort                                                          | |        |       |
| 1    | Datei hochladen | Bergahorn Oberhirschegg                | 140 | Mittelberg Standort                                                      | |        |       |
| 0 BW | Datei hochladen | Bergahorn südöstlich der Wachauerhütte | 149 | Mittelberg Standort                                                      | |        |       |
| 0 BW | Datei hochladen | Bergahorn oberhalb der Wachauerhütte   | 150 | Mittelberg Standort                                                      | |        |       |
| 1    | Datei hochladen | Bergahorn bei der Hauptschule Riezlern | 151 | Mittelberg Standort                                                      | |        |       |
| 1    | Datei hochladen | Buche in Hirschegg                     | 152 | Mittelberg Standort                                                      | |        |       |
| 0 BW | Datei hochladen | Lärche auf der Zwerenalpe              | 153 | Mittelberg Standort                                                      | |        |       |
| 0 BW | Datei hochladen | Bergahorn oberhalb Hörnlepass          | 154 | Mittelberg Standort                                                      | |        |       |
| 0 BW | Datei hochladen | Berg-Ulme in Riezlern-Wald             | 210 | Mittelberg Standort                                                      | |        |       |
| 1    | Datei hochladen | Naturbrücke am Schwarzwasserbach       |     | Mittelberg Standort                                                      | Natürliche, durch Erosion des Schrattenkalks entstandene Brücke mit etwa 5 Meter Spannweite. |        |       |
| 1    | Datei hochladen | Strudeltöpfe Schwarzwasserbach         |     | Mittelberg Standort                                                      | Es handelt sich bei diesen drei Strudeltöpfen um große Kolke, auch Strudellöcher genannt bzw. irrtümlich als Gletschertöpfe bzw. Gletschermühle bezeichnet                                                                                                 |        |       |
| 1    | Datei hochladen | Wasserfall Schwarzwasserbach           |     | Mittelberg Standort                                                      | Der Wasserfall ist natürlichen Ursprungs und hat etwa eine Höhe von 12 Meter. Das Naturdenkmal wurde durch die jahrtausendelange Erosionswirkung des Schwarzwasserbachs und des Auerbachs (auch: Aubach) gebildet.                                         |        |       |
| 1    | Datei hochladen | Dorf-Linde am Kirchplatz               | 129 | Schnepfau Standort                                                       | |        |       |
| 1    | Datei hochladen | Sommerlinde                            | 204 | Schwarzenberg Standort                                                   | |        |       |
| 0 BW | Datei hochladen | Bergahorn Rindberg                     | 232 | Sibratsgfäll, Tieftobel 112–212 KG: Sibratsgfäll GrStNr: 1034/1 Standort | |        |       |
| 0 BW | Datei hochladen | Bergahorn Alpe Vorderries              | 234 | Sibratsgfäll KG: Sibratsgfäll GrStNr: 687/1 Standort                     | |        |       |
| 0 BW | Datei hochladen | Bergahorn Alpe Vorderries              | 235 | Sibratsgfäll KG: Sibratsgfäll GrStNr: 687/1 Standort                     | |        |       |
| 0 BW | Datei hochladen | Bergahorn Alpe Vorderries              | 236 | Sibratsgfäll KG: Sibratsgfäll GrStNr: 687/1 Standort                     | |        |       |
| 0 BW | Datei hochladen | Bergahorn Alpe Vorderries              | 233 | Sibratsgfäll KG: Sibratsgfäll GrStNr: 687/1 Standort                     | |        |       |
| 1    | Datei hochladen | Marienlinde (Sulzberg)                 | 131 | Sulzberg Standort                                                        | Die Marienlinde steht im Ortszentrum von Sulzberg. Ihren Namen hat sie von einer Marienstatue, die sich seit dem Ersten Weltkrieg in ihrem hohlen Stamm befindet.                                                                                          |        |       |
| 1    | Datei hochladen | Stiel-Eiche im Holzried (Wiesenweg)    | 88  | Wolfurt Standort                                                         | |        |       |
| 1    | Datei hochladen | Silber-Weide im Ried                   | 156 | Wolfurt Standort                                                         | |        |       |

## Ehemalige Naturdenkmäler
| Foto |                 | Name                  | ID  | Standort          | Beschreibung | Fläche | Datum |
| ---- | --------------- | --------------------- | --- | ----------------- | --- | ------ | ----- |
| 0 BW | Datei hochladen | Stieleiche Wallstraße | 89  | Hard Standort     | Die Stieleiche, die seit 1996 als Naturdenkmal geschützt war, war in Folge früherer Stammfußverletzungen vom Hallimasch befallen. Nachdem mehrere Gutachten zum Schluss kamen, dass der Baum die Sicherheit der Verkehrsteilnehmer und Passanten gefährden würde, wurde er im Februar 2021 gefällt. |        | 1996  |
| 0 BW | Datei hochladen | Linde                 | 132 | Sulzberg Standort | Der Baum wurde zwischen 2006 und 2009 gefällt. |        |       |

| Foto:                    | Fotografie des Naturdenkmals. Klicken des Fotos erzeugt eine vergrößerte Ansicht. Daneben finden sich zwei Symbole: \| Weitere Bilder vorhanden \| Das Symbol bedeutet, dass weitere Fotos des Objekts verfügbar sind. Durch Klicken des Symbols werden sie angezeigt. \| \| Eigenes Foto hochladen \| Durch Klicken des Symbols können weitere Fotos des Objekts in das Medienarchiv Wikimedia Commons hochgeladen werden. \| |
| Name:                    | Bezeichnung des Naturdenkmals laut offiziellen Quellen |
| ID                       | Identifikator |
| Standort:                | Es ist die Gemeinde und falls vorhanden die Adresse angegeben. Darunter sind die Katastralgemeinde (KG) und die Grundstücksnummer angeführt. Durch Aufruf des Links Standort wird die Lage des Denkmals in verschiedenen Kartenprojekten angezeigt. |
| Beschreibung             | Kurze Beschreibung des Naturdenkmals |
| Fläche                   | Fläche des Naturdenkmals in Hektar (ha) |
| Datum                    | Datum oder Jahr der Unterschutzstellung |
| Weitere Bilder vorhanden | Das Symbol bedeutet, dass weitere Fotos des Objekts verfügbar sind. Durch Klicken des Symbols werden sie angezeigt. |
| Eigenes Foto hochladen   | Durch Klicken des Symbols können weitere Fotos des Objekts in das Medienarchiv Wikimedia Commons hochgeladen werden. |